# 尾道市立尾道みなと中学校
尾道市立尾道みなと中学校（おのみちしりつ おのみちみなとちゅうがっこう）は、広島県尾道市防地町にある公立中学校。既存の2つの中学校を統合する形で、2025年に開校した。
同時に開校した尾道市立尾道みなと小学校および既存の尾道市立山波小学校とは小中一貫校として運営される。
校章（尾道市立大学教員の伊藤麻子が制作）は、尾道みなと小学校と共通する意匠をあしらったデザイン（輪郭と色調が異なる）となっている。

## 沿革
- 2025年4月7日 - 開校式を実施[1]。

## 通学区域
- 尾道市

## 開校の経緯
尾道市では中心部の尾道市立土堂小学校・尾道市立長江小学校・尾道市立久保小学校を統合する計画が立てられたが、地元住民からの反対を受けて撤回し、仮校舎に移転させて改めて統合計画を検討することになった。2022年11月に尾道市教育委員会は、前記の小学校3校に加え、尾道市立久保中学校と尾道市立長江中学校を統合した小中一貫校を2025年4月に設置する方針を明らかにし、中学校については久保中学校の敷地に校舎を設けることになった。学校の統合に関する議案は2023年9月20日の市議会で可決成立した。統合先の学校名は、2024年1月に開校準備委員会で「尾道みなと中学校」に案が絞られ、同年3月19日の尾道市議会で学校設置条例改正案が可決されて正式に決定した。

## アクセス
最寄りのバス停留所
- おのみちバス 「みなと中学校前」にて下車

## 周辺
- 尾道市立北久保保育所
- 尾道坊地簡易郵便局